# Cissus acuminata
Cissus acuminata là một loài thực vật hai lá mầm trong họ Nho. Loài này được A.Gray miêu tả khoa học đầu tiên năm 1854.